# Minglanilla (Hiszpania)
Minglanilla – gmina w Hiszpanii, w prowincji Cuenca, w Kastylii-La Mancha, o powierzchni 109,64 km². W 2011 roku gmina liczyła 2696 mieszkańców.